# Justicia fulvohirsuta
Justicia fulvohirsuta är en akantusväxtart som först beskrevs av Carlos Toledo Rizzini, och fick sitt nu gällande namn av Profice. Justicia fulvohirsuta ingår i släktet Justicia och familjen akantusväxter. Inga underarter finns listade i Catalogue of Life.